# مردم وا
مردم وا (وا: Vāx؛ برمه‌ای: ဝလူမျိုး؛ چینی: 佤؛ تایلندی: ว้า) یک گروه قومی بومی جنوب شرق آسیا هستند که بیشتر در شمال میانمار، در بخش شمالی ایالت شان و شرق ایالت کاچین و همچنین در استان یون‌نان چین در نزدیکی مرز با میانمار ساکنند.
آیین بیشتر واها زنده‌انگاری است و فقط گروه‌های کوچکی از آن‌ها پیرو آیین بودایی یا مسیحیت هستند. انگلیسی‌ها به دلیل رواج سنت سر آوردن در میان مردم وا، زمانی آن‌ها را «وای وحشی» می‌نامیدند.